# Simone Wild
Simone Wild (ur. 7 grudnia 1993) – szwajcarska narciarka alpejska, uczestniczka Zimowych Igrzysk Olimpijskich 2018 w Pjongczangu.

## Kariera
Po raz pierwszy na arenie międzynarodowej pojawiła się 27 listopada 2008 roku podczas zawodów FIS Race w szwajcarskim Zinal. Nie ukończyła wtedy pierwszego przejazdu w gigancie. Debiut w Pucharze Świata zanotowała 15 grudnia 2013 roku, kiedy to w Sankt Moritz nie weszła do drugiego przejazdu w gigancie, zaś pierwsze punkty zdobyła niemal dwa lata później, 12 grudnia 2015 roku w Åre plasując się na 8. miejscu także w gigancie.
Startowała na Zimowych Igrzyskach Olimpijskich 2018 w Pjongczangu w gigancie, gdzie uzyskała 28. wynik. Podobnie na Mistrzostwach Świata 2017 i Mistrzostwach Świata Juniorów 2014 także startowała tylko w gigancie, zajmując odpowiednio 14. i 9. miejsce.

## Osiągnięcia

### Igrzyska olimpijskie
| Miejsce | Dzień     | Rok  | Miejscowość | Konkurencja | Czas biegu | Strata | Zwyciężczyni     |
| ------- | --------- | ---- | ----------- | ----------- | ---------- | ------ | ---------------- |
| 28.     | 15 lutego | 2018 | Pjongczang  | Gigant      | 2:20,02    | +6,73  | Mikaela Shiffrin |

### Mistrzostwa świata
| Miejsce | Dzień     | Rok  | Miejscowość  | Konkurencja | Czas biegu | Strata | Zwyciężczyni |
| ------- | --------- | ---- | ------------ | ----------- | ---------- | ------ | ------------ |
| 14.     | 16 lutego | 2017 | Sankt Moritz | Gigant      | 2:05,55    | +2,35  | Tessa Worley |

### Mistrzostwa świata juniorów
| Miejsce | Dzień     | Rok  | Miejscowość | Konkurencja | Czas biegu | Strata | Zwyciężczyni  |
| ------- | --------- | ---- | ----------- | ----------- | ---------- | ------ | ------------- |
| 9.      | 27 lutego | 2014 | Jasná       | Gigant      | 1:52,86    | +3,12  | Marta Bassino |

### Puchar Świata

#### Miejsca w klasyfikacji generalnej
- sezon 2015/2016: 84.
- sezon 2016/2017: 50.
- sezon 2017/2018: 71.
- sezon 2018/2019: 112.
- sezon 2019/2020: -
- sezon 2020/2021: 90.
- sezon 2021/2022: 67.

#### Miejsca na podium
Wild nigdy nie stanęła na podium zawodów PŚ.